# Martha Handlos
Martha Handlos (* 23. Oktober 1953 in Graz; † 7. Februar 2017 in Wien) war eine österreichische Musikwissenschaftlerin und Musikpublizistin.

## Leben
Nach ihrem Studium der Musikwissenschaft wurde Martha Handlos 1985 mit ihren „Studien zum Wiener Musikleben im Vormärz“ am Institut für Musikwissenschaft der Universität Wien promoviert. Sie lehrte dort seit 1982 und war zuletzt Assistenzprofessorin für Historische Musikwissenschaft.
Handlos war langjährig im publizistischen Bereich tätig. Sie hatte von 1978 bis 1982 die Gesamtredaktion der Programmhefte der Salzburger Festspiele, war von 1976 bis 1991 Mitarbeiterin der Programmheftredaktion der Wiener Staatsoper und Volksoper und verfasste zahlreiche Operneinführungen für den ORF. Schwerpunkt ihrer Veröffentlichungen und Lehrveranstaltungen war die Musikgeschichte des 19. und 20. Jahrhunderts, die Musikgeschichte Wiens und das Musiktheater. Sie widmete sich auch Gender Studies und der Musik Frankreichs.